# Henri Stierlin
Henri Stierlin (* 2. April 1928 in der El Hadra, Alexandria; † 10. September 2022 in Genf) war ein Schweizer Architektur- und Kunsthistoriker, Fotograf und Journalist.

## Biografie
Stierlin war der Sohn des Musikers Henri Stierlin und der Sängerin Marguerite Vallon. Er studierte Jura und Altphilologie in Lausanne und Zürich mit dem Lizentiats-Abschluss in Jura in Lausanne 1954. Später promovierte er in Kunstgeschichte (persische Moscheen) an der Universität Grenoble (1976).
1955 bis 1962 war er Herausgeber (Redaktor) der Zeitung Tribune de Genève und außerdem Kulturjournalist bei Radio Suisse (und 1963 bis 1972 Herausgeber der wöchentlich erscheinenden Zeitschrift Radio-TV je suis tout). Er erstellte auch Kultursendungen für das Schweizer Radio und Fernsehen. Dann war er in leitender Funktion beim Verlag und Buchhandlung Rizzoli, die auf Kunstbände spezialisiert waren. Er gab zahlreiche illustrierte Bücher über Kunst und Architektur heraus, wobei er besonders auf islamische Architektur, Ägypten und Altamerika spezialisiert war und ein bekannter Architekturfotograf wurde. 1972 wurde er Herausgeber der Architekturzeitschrift Werk–Œuvre. 1963 gründete er beim Verlag «Office du Libre» in Freiburg i. Üe. die Reihe Architecture universelle.
Er war Bürger von Urdorf. Er war zweimal verheiratet, in zweiter Ehe ab 1987 mit der Französin Anne Richard-Molard, mit der er auch veröffentlichte.
Stierlin vertrat die These, dass die Büste der Nofretete eine Fälschung im Auftrag des deutschen Archäologen Ludwig Borchardt sei, der damit antike Pigmente testen wollte, sich aber später nicht mehr dazu bekennen konnte.

## Auszeichnungen
- 2004 Ritter der Ehrenlegion.

## Schriften (Auswahl)
- mit Pedro Ramirez Vasquez: Living architecture: Mayan, 1964
- Living architecture: ancient Mexican, MacDonald 1968
- mit Serge Sauneron: Die letzten Tempel Ägyptens: Edfu und Philae. Zürich: Atlantis Verlag 1978
- The pre-Columbian civilizations: the world of the Maya, Aztecs, and Incas, Sunflower Books 1979
- Art of the Maya: from the Olmecs to the Toltec-Maya. London: Macmillan 1981
- Art of the Aztecs Mailand: Rizzoli 1982
- Die Welt Spaniens, Gondrom 1982
- The cultural history of pre-Columbian America, Aurum Press 1984
- Art of the Incas and its origins Mailand: Rizzoli 1984
- Hadrien et l’architecture romaine 1984
- L’astrologie et le pouvoir de Platon à Newton, 1986
  - Deutsche Übersetzung: Astrologie und Herrschaft von Platon bis Newton, Athenäum 1988
- mit Christiane Ziegler: Tanis: vergessene Schätze der Pharaonen, Hirmer 1987
- Ägypten, Kohlhammer 1988
- Die Kunst der Maya. Köln: Taschen 1994
- Städte in der Wüste. Stuttgart: Belser 1996
- Byzantinischer Orient: von Konstantinopel bis Armenien und von Syrien bis Äthiopien. Stuttgart: Belser 1996 ISBN 376301747X (zuerst 1988)
- Kleinasiatisches Griechenland. Stuttgart: Belser 1996
- Die Kunst der Maya: von den Olmeken zu den Maya-Tolteken Stuttgart: Belser 1997
- Die Kunst der Azteken und ihrer Vorläufer. Stuttgart: Belser 1997
- Die Kunst der Inka und ihrer Vorläufer. Stuttgart: Belser 1997. ISBN 978-3-76301781-2
- Maya Köln: Taschen 1997
- Angkor and Khmer art, Parkstone 1997
- mit Anne Stierlin: Splendour of an Islam World, Palgrave Macmillan 1997
- mit Anne Stierlin: Hindu India: from Khajuraho to the temple city of Madurai. Köln: Taschen 1998
- mit Anne Stierlin: Turkey: from the Selçuks to the Ottomans. Köln: Taschen 1998
- mit Anne Stierlin: Islamic art and architecture. London: Thames and Hudson 2002
- The Art of Islam in the East, from Isfahan to the Taj Mahal, Grund, Paris, 2002.
- The architecture of Islam – in service of faith and power, Gallimard, Paris, 2003 *Deus ex Machina, Infolio, Gollion, 2004
- The Roman Empire: from the Etruscans to the decline of the Roman Empire, Taschen 2004
- The art of Mediterranean Islam, from Damascus to Cordoba, Grund, Paris, 2005
- The photographic vision of architecture: An itinerary in the image, Infolio, Gollion, 2005 (auch Ausstellungskatalog Genf)
- Splendors of the Persian Empire, Grund, Paris, 2006.
- The Gold of the Pharaohs, Terrail 2007
- The Pharaohs master builders, Terrail 2008
- Greece: from Mycenae to the Parthenon Kön: Taschen 2009
- Le buste de Néfertiti: Une imposture de l’égyptologie? Infolio, Gollion, 2009
- Rituals and mysteries of the deified kings. 2010.